# كاستيلازو نوفاريسي
كاستيلازو نوفاريسي هي بلدية في مقاطعة نوفارا ضمن المنطقة الإيطالية بيمنتة، وتقع على بعد حوالي 80 كم شمال شرق تورينو وحوالي 12 كم شمال غرب نوفارا.
تحد كاستيلازو نوفاريسي البلديات التالية: بريونا، كاساليجيو نوفارا، مانديللو فيتا، وسيلافينغو.